# Posąg Zeusa w Olimpii

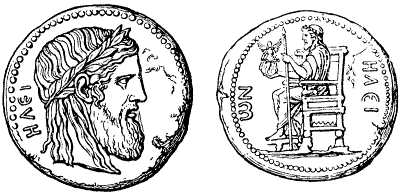
Antyczna moneta elidzka z przedstawieniem posągu Zeusa w Olimpii

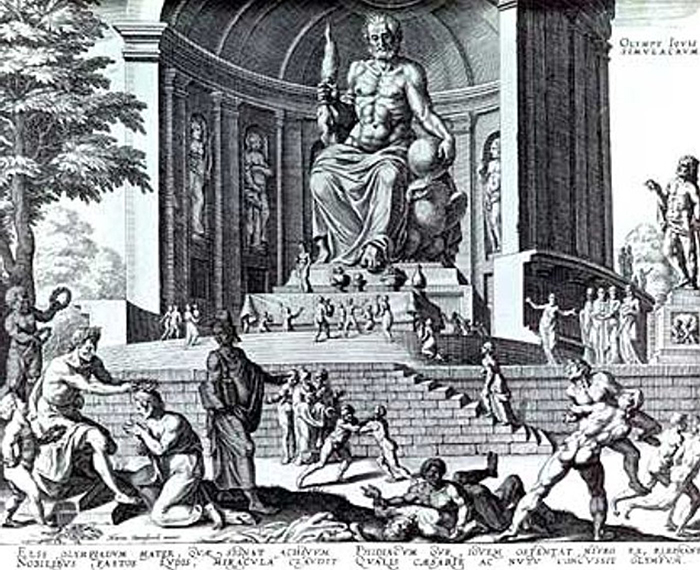
Wyobrażenie posągu Zeusa, sztych holenderskiego rytownika Philipa Galle’ego (1537–1612) z 1572 roku, na rysunku niderlandzkiego malarza Martena Heemskerka van Veena (1498–1574)

Posąg Zeusa – antyczny posąg Zeusa z V w. p.n.e. autorstwa Fidiasza ze świątyni Zeusa w Olimpii, zaliczany przez starożytnych Greków do siedmiu cudów świata.
Rzeźba przedstawiała siedzącego na tronie Zeusa o poważnym i dostojnym obliczu. Na głowie miał wieniec z gałązek oliwnych, z lewego ramienia zwisał mu złoty płaszcz, w prawej dłoni trzymał statuę bogini Nike, a lewą rękę wspierał na wykładanym szlachetnymi kamieniami berle. Na rzeźbionych oparciach i nogach tronu ukazano postaci bóstw i sceny bitewne. Szatę i włosy Zeusa wykonano ze złota, obnażone części ciała z kości słoniowej, tron z drewna cedrowego wykładanego hebanem i szlachetnymi kamieniami.
Rzeźba stała w świątyni w Olimpii przez ok. 800 lat. Po wprowadzeniu zakazu igrzysk olimpijskich posąg został wywieziony do Konstantynopola ok. 420 roku, gdzie przepadł w pożarze w roku 475.

## Historia
W świątyni Zeusa Olimpijskiego w Olimpii początkowo najprawdopodobniej znajdował się jakiś antyczny obiekt kultu Zeusa, na przykład kamień lub drewniany fragment z ołtarza Zeusa.
W V w. p.n.e. rada sanktuarium olimpijskiego zdecydowała o stworzeniu majestatycznego posągu, który mógłby konkurować z rzeźbami Akropolu. Zadanie powierzono Fidiaszowi (490–430 p.n.e.) z Aten, który znany był z wykonania dwóch gigantycznych rzeźb na potrzeby ateńskiego Akropolu: 
- Ateny Promachos – posągu wolnostojącego wyobrażającego uzbrojoną boginię, stojącą z tarczą trzymaną lewą ręką, prawą wspartą na włóczni, której hełm, połyskujący w słońcu, miał być widoczny dla okrętów zbliżających się do Pireusu;
- Ateny Partenos – posągu wykonanego w technice chryzelefantynowej, stojącego w świątyni Partenon, wyobrażającego boginię w hełmie, stojącą z jedną ręką opartą o kolumienkę, na której stała bogini Nike a w drugiej dzierżącą tarczę, na której przedstawieni byli Grecy walczący z Amazonkami[3].

Fidiasz musiał opuścić Ateny ok. 438/437 p.n.e., kiedy to oskarżono go o defraudację złota przeznaczonego do budowy posągu Ateny Partenos. Najprawdopodobniej było to oskarżenie natury politycznej, ponieważ Fidiasz sympatyzował z ateńskim politykiem Peryklesem (495–429 p.n.e.), którego reformy miały wielu przeciwników, a kompromitacja rzeźbiarza mogła być atakiem na Peryklesa. Zaproszenie do Olimpii i zlecenie stworzenia pomnika Zeusa było aktem zaufania rady sanktuarium i jej wiary w niewinność artysty.
Fidiasz nie zostawił po sobie żadnych planów pracy nad posągiem. W 97 roku n.e. grecki filozof Dion Chryzostom (ok. 40–120), który otwierał igrzyska olimpijskie, w swojej mowie wygłaszanej w świątyni Zeusa, miał cytować Fidiasza, opowiadając o inspiracji rzeźbiarza słowami Homera o surowym Zeusie, który poruszając głową sprawiał, że cały Olimp się trząsł. Dion miał przywołać listę przydomków Zeusa, które miały znaleźć odzwierciedlenie w przedstawieniu Zeusa przez Fidiasza: „Ojciec i Król”, „Obrońca miast”, „Bóg przyjaźni i braterstwa”, „Opiekun błagających o łaskę”, „Bóg gościnności”, itd.
Fidiasz wykonał posąg z użyciem opracowanej przez siebie techniki chryzelefantyny ok. roku 437–432 p.n.e. Pracował najprawdopodobniej w wybudowanym w tym celu warsztacie – dwupiętrowym, dwuizbowym budynku, wzniesionym naprzeciwko świątyni Zeusa, o czym świadczą znaleziska podczas wykopalisk z lat 50. XX w. – pozostałości materiałów używanych do budowy posągu, wiele narzędzi oraz fragment ojnochoe z napisem ΦEIΔIO EIMI „Feidio eimi” – pol. „należę do Fidiasza”. Statua musiała powstawać w częściach, które transportowane były po kolei do świątyni i tam montowane – podłoga warsztatu Fidiaszu była zbyt słaba, by wytrzymać ciężar całego posągu. Rzeźba stanęła za wielką przegrodą, zdobioną malowidłami Panajnosa. Posąg zaliczany był przez starożytnych Greków do siedmiu cudów świata. Według legendy zmęczony Fidiasz, oceniający ukończone już dzieło, zapytał w modlitwie Zeusa o jego opinię, a wtedy piorun trafił w ziemię przed posągiem, co zostało zinterpretowane jako akceptacja samego boga.     
Ok. 167 roku p.n.e. król Syrii Antioch IV Epifanes podarował świątyni drewnianą zasłonę zdobioną motywami asyryjskimi, którą umieszczono za posągiem. W I w. n.e. cesarz rzymski Kaligula (12–41) polecił przewiezienie posągu do Rzymu, jednak kiedy robotnicy mieli zabierać się do rozbiórki rzeźby, Zeus miał zacząć się tak śmiać, że zawalił się sufit i robotnicy uciekli.      
Po wprowadzeniu zakazu igrzysk olimpijskich posąg został wywieziony do Konstantynopola ok. 420 roku, gdzie przepadł w pożarze w 475 roku. Świątynia została spalona z rozkazu Teodozjusza II w 426 roku.

## Opis
Jedyne przedstawienia posągu, które zachowały się do XXI w. to rewersy monet z Elidy. Rzeźba nie doczekała się kopii.
Zachowało się jednak wiele opisów literackich, m.in. Strabona z I w. n.e., Kallimacha z Cyreny z III w. p.n.e. i Pauzaniasza, który odwiedził Olimpię ok. 160 roku n.e.
Z opisu Kallimacha wynika, że rzeźba miała trochę ponad 13 metrów wysokości, co czyniło ją wyższą od posągu Ateny Promachos w Atenach wysokiego na mniej niż 13 m. Wysokość rzeźby dyktowało wnętrze świątyni, które Fidiasz doskonale wykorzystał, by spotęgować wrażenie monumentalności rzeźby. Na podłodze celli, przed posągiem, z polecenia Fidiasza, umieszczono basen (6,5 m²) wyłożony ciemnym wapieniem i wypełniony oliwą, w którym odbijała się rzeźba. Strabon natomiast zauważył, że „gdyby Zeus wstał, to by przebił dach”.       
Pauzaniasz pozostawił szczegółowy opis posągu, z którego poniżej przytoczone są dwa fragmenty: 

Bóg siedzi na tronie, wykonany ze złota i z kości słoniowej. Na jego głowie spoczywa wieniec z gałązek oliwki. W prawej dłoni trzyma Nike; ona także z kości słoniowej i ze złota. Nike ma w ręku przepaskę zwycięstwa, na głowie wieniec. Bóg w lewej dłoni dzierży berło ozdobione wszelkimi metalami. Ptakiem siedzącym na berle jest orzeł. Ze złota są również sandały boga i płaszcz. Na płaszczu są wyrzeźbione postaci zwierzęce, spośród kwiatów lilie.

Tron mieni się od złota i drogich kamieni, hebanu i kości słoniowej. Wykonane są na nim postacie zwierzęce albo jako malowidła, albo jako płaskorzeźby. Są cztery posągi Nike, w postawie tanecznic, przy każdej nodze tronu. Dwie inne u kostek nóg Zeusa. Przy obu przednich nogach tronu leżą chłopcy tebańscy, których porwały Sfinksy. A pod sfinksami Apollo i Artemis zabijają strzałami z łuku dzieci Niobe.

Według Pauzaniasza, pomiędzy nogami tronu znajdowały się bogato zdobione rozpory, na których przedstawiono sceny amazonomachii. Na przedniej rozporze znajdowała się ponadto postać młodzieńca zakładającego na głowę wieniec laurowy, która miała przedstawiać Pantarkesa – zwycięzcę pale chłopięcych podczas igrzysk w 436 roku p.n.e. i ulubieńca Fidiasza. Klemens Aleksandryjski (ok. 150–212) wspominał, że na palcu Zeusa znajdował się ponadto napis „Pantarkes jest piękny”. Ponadto Pauzaniasz wspomina w swoim opisie, że tron był podtrzymywany przez cztery kolumny, których jednak nie widać na numizmatycznych przedstawieniach rzeźby. Tron ustawiony był na postumencie z niebiesko-czarnego marmuru, którego boki zdobiły złote reliefy z postaciami mitologicznymi, widać było m.in. Heliosa w rydwanie, Zeusa i Herę czy Erosa witającego Afrodytę wychodzącą z morza.